# Knockdrum

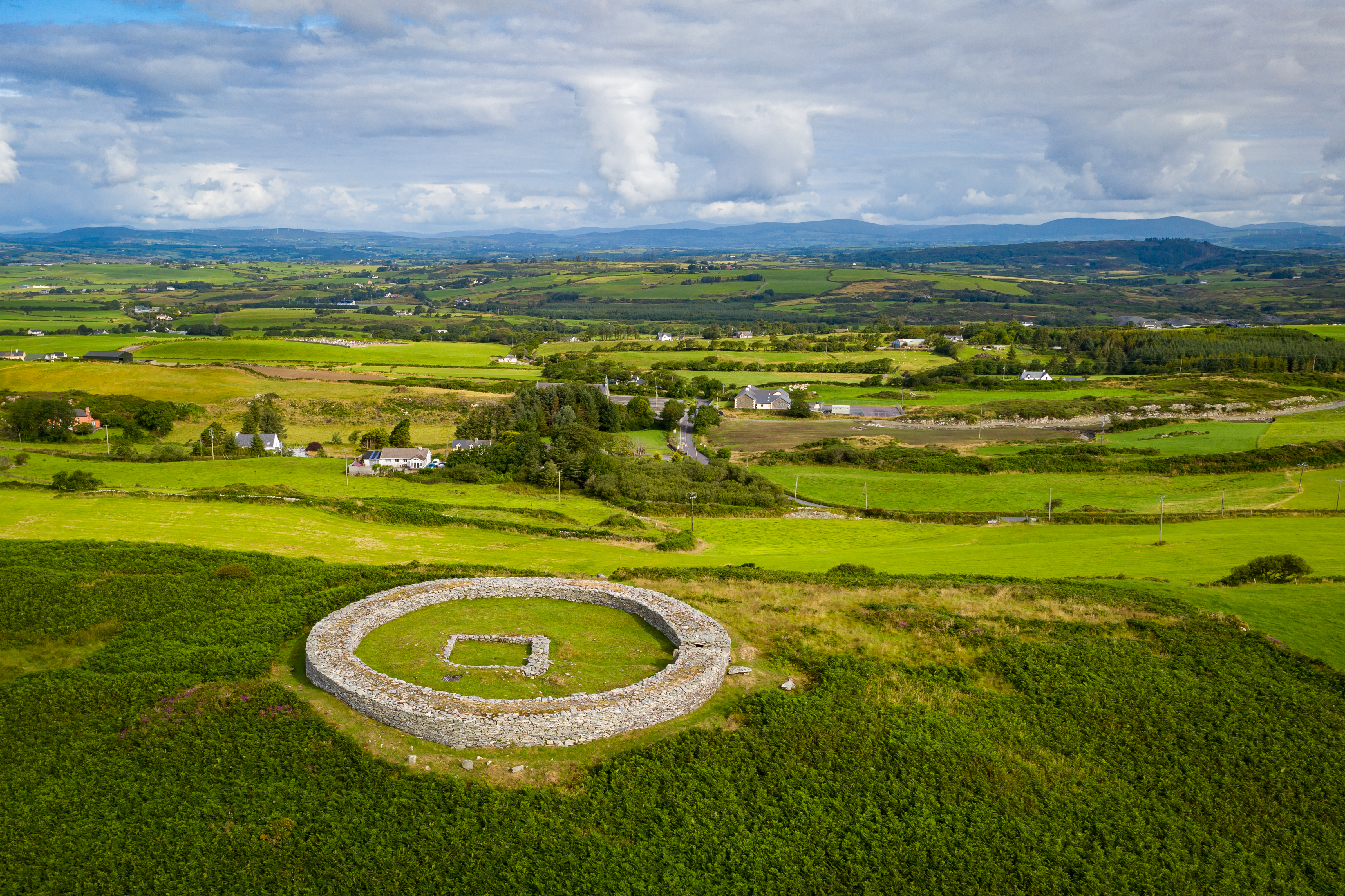
Knockdrum Fort aus der Luft

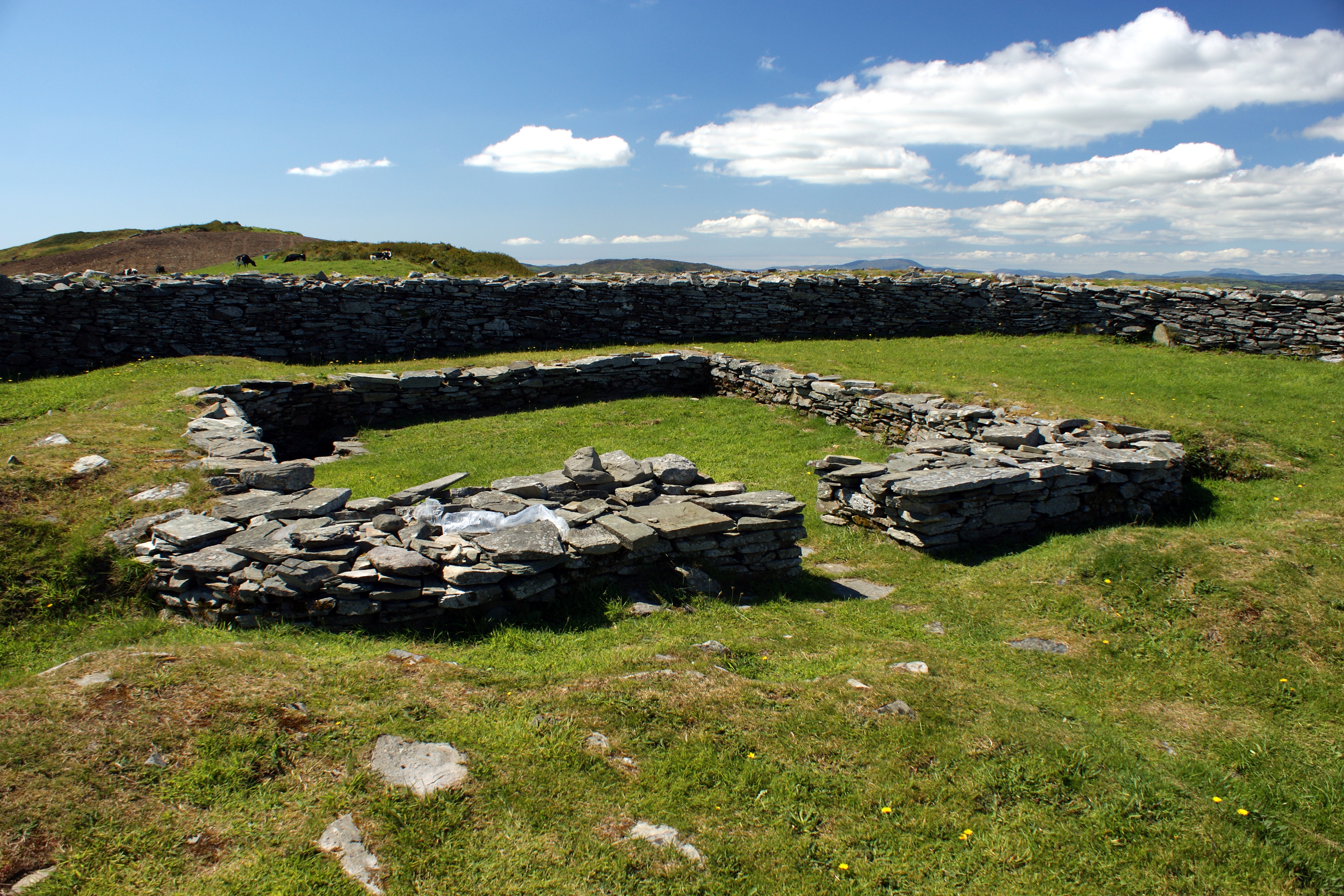
Fundamente des inneren quadratischen Gebäudes

Knockdrum (irisch Cnoc Droma – auch Farrandau-Knockdrum Stone Fort genannt) ist ein vor 1860 restauriertes trockengemauertes steinernes Dun (Grundmauern einer bronze- oder eisenzeitlichen Anlage) von etwa 28,5 × 28,5 m. Es liegt auf einem gleichnamigen Hügel unweit von Castletownshend, südlich der R596 (Straße) von Castletownshend nach Skibbereen im County Cork in Irland.

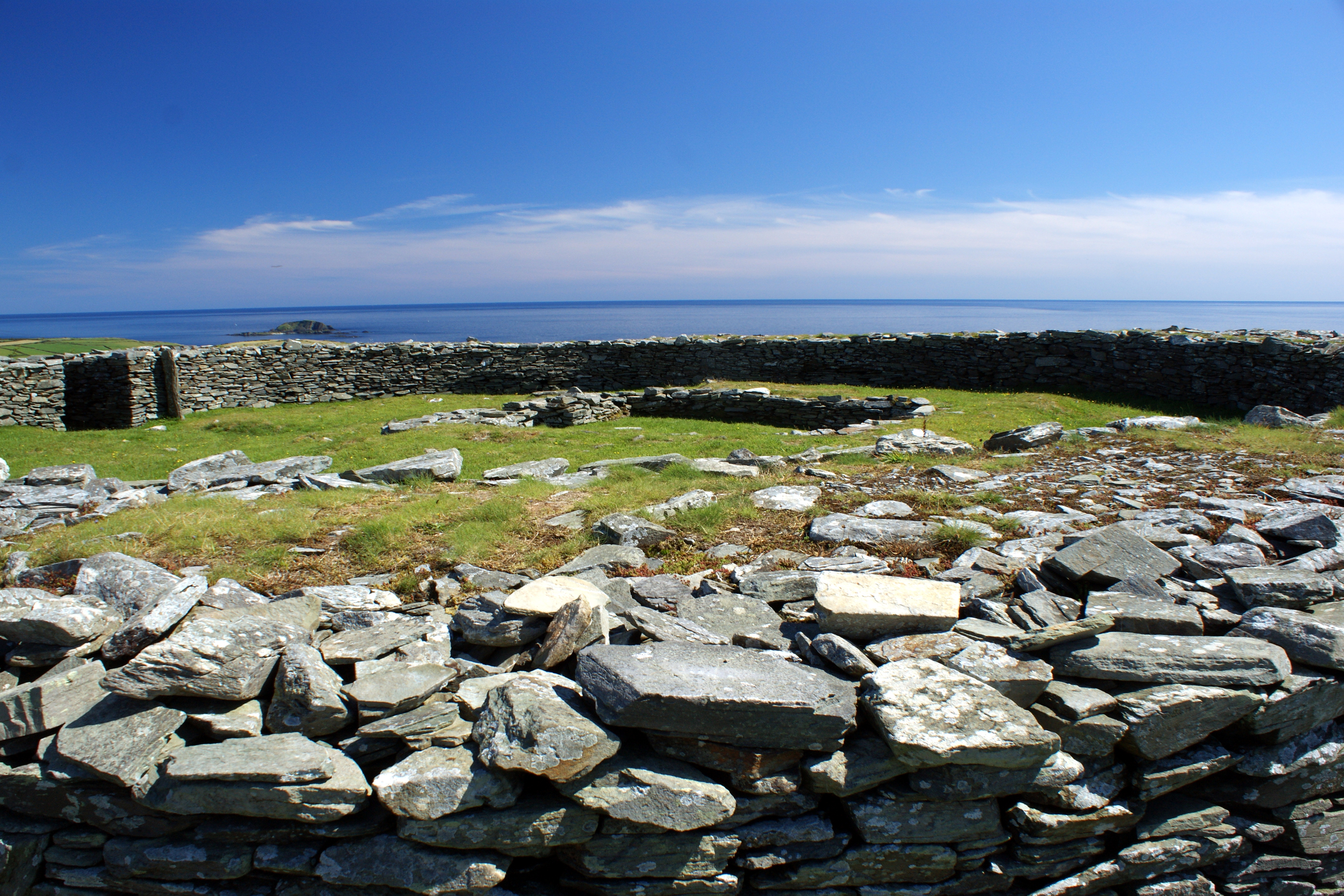
Außenmauer und Eingang (links)

Das Dun hat im Nordosten einen schmalen Zugang mit einer kleinen Wächterzelle (englisch guard-cell) rechts hinter dem modernen Viehgitter (englisch Cattle grid) in der etwa drei Meter starken und 1,75 bis 2,0 m hohen Mauer. Links neben dem Eingang steht ein hierher versetzter 1,45 m hoher, 35 cm breiter und 16 cm dicker Steinpfeiler (englisch Pillar stone) mit einem eingeritzten griechischen Kreuz. Im Zentrum des Forts liegen die Fundamente eines quadratischen Gebäudes. An einer Ecke befindet sich der Zugang zu einem 1930 untersuchten, heute zugänglichen „rock-cut“ Souterrain. Die rekonstruierten Wände und die eindrucksvolle Treppe machen den Ort moderner als er ist. Im Fort und außerhalb befinden sich Findlinge mit einer Reihe von Schälchen (englisch cups).
In der Nähe liegt die Steinreihe von Gurranes und etwa acht Kilometer entfernt der Steinkreis von Drombeg.